# 054A型导弹护卫舰
054A型导弹護衛艦是中國人民解放軍海軍以054型导弹护卫舰作為基礎改造的导弹护卫舰，自2008年至2023年共40艘投入现役。054A型长135米，高35米，最大宽度16米，满载排水量4000余吨，采用柴动力，四机双桨、双舵，最大航速不低於28节，巡航速度18节，续航力4000海里，自给力15天，可抗12级风。此型导弹护卫舰主要担负编队反潜或编队指挥任务，可以单独或者协同海军其他兵力攻击敌水面舰艇及潜艇，具有较强的远程警戒和防空作战能力。

## 發展沿革
2003年，上海滬東中华造船廠與廣州黃埔造船廠各建造了一艘054型导弹護衛艦后，该型舰便停止生产。
數年後，054A型导弹护卫舰开工建造。新型号在多个方面方面進行了大量改良，包括对空搜索雷达换装H/LJQ-382雷达，包括艦首改裝H/AKJ-16垂直發射系統，利用H/PJ-12近防炮替换H/PJ-13型近防炮，大幅強化其防空、反潜作战能力。054A型导弹护卫舰首舰徐州号于2006年9月30日在廣州黄埔造船廠下水，2008年服役。
054A型导弹护卫舰成軍後大量更換此前装备中国人民解放軍海军的053系列護衛艦，成為其护卫舰队中堅。同時，054A型导弹护卫舰後續建造的批次持续进行着不同程度的改良：首舰至四号舰为第一批次，这四艘采用原装法国柴油机动力系统；五号舰开始为第二批次，采用国产化的柴油机动力系统并且将原外飘的舰艏舷侧墙改为更隐身的折线设计；从十七号舰开始为第三批次，主要的改进是采用更先进的1130近防炮代替原730近防炮，以及311主动/被动拖曳线阵声纳系统代替206拖曳线阵声纳系统；从二十七号舰开始为第四批次，全面换装新一代电子战系统。
自2018年第30棗莊艦完工後有近兩年半時間沒有建造同類艦船，直到2020年6月中旬有报道称有新一批次054A开建，并且首舰已命名为“资阳舰”。054A型護衛艦的追加的訂單數量不會少於20艘，按近年中國海軍的建造速度，這批20艘新訂單建成並全部服役，估計需時不會多於10年，意味着054A型將成為繼美國伯克級驅逐艦之後的世界在役數量第二大艦艇型號。

## 服役活动
自2008年底，中国人民解放军海军参加索马里护航任务。自2009年上半年开始，054A型护卫舰开始参加编队护航任务。2009年4月2日，中国人民解放军海军一艘054A型护卫舰（570“黄山”号）与一艘051B型驱逐舰（167“深圳”号）组成护航编队赴索马里海域执行护航任务。
2011年3月1日，“徐州号”导弹护卫舰与搭乘2142名从利比亚撤离的中国平民的希腊籍商船“卫尼泽洛斯”号在地中海会合，实施中国海军史上首次海外撤侨护航任务。
2012年10月19日，549號艦常州艦剛完成補給駛回亞丁灣，艦長梁陽突收到香港商船「德航」輪求救信號，指分別有兩艘小艇高速靠近，艇上帶有掛梯及武器，請求附近航行的軍艦救援。常州艦接報後立即全速駛向「德航」輪，13分鐘後船頭士兵通過望遠鏡發現兩艘高速海盜小艇，特戰隊員立刻發射兩枚爆震彈示警，並在海盜小艇上空炸響。海盜迅速減速轉向，特戰隊員再發射爆震彈迫使他們駛離德航輪。最終海盜把火箭筒及槍支等武器丟入海中，表示投降，高速逃離現場。常州艦其後為德航輪護航，直至駛離亞丁灣海域。

2015年5月4日，中国海军第19批护航编队两艘054A型护卫舰（临沂舰和潍坊舰）與综合补给舰微山湖舰通过土耳其的博斯普鲁斯海峡进入黑海。将于8日抵达新羅西斯克港，参加在那里举行的庆祝二战胜利日的节日活动。之后俄中混合舰队共10艘军舰将离开新罗西斯克前往地中海，在那里举行“海上合作-2015”联合演习。

## 出口
- 巴基斯坦：2017年12月28日，巴基斯坦海軍發言人證實，2017年6月中國和巴基斯坦簽署了出口一艘054A/P型護衛艦的合同，除此以外還有二艘在計劃中；2018年6月1日，巴基斯坦海军官方推特消息称，巴基斯坦海军就购买两艘054A型护卫舰与中国船舶工业贸易公司(CSTC)达成协议。[5]這使得巴基斯坦至2021年時將擁有4艘先進的中國製造導彈護衛艦。据称這4艘軍艦的總價為14億美元[6]。2020年8月22日，巴基斯坦海军採購的054AP护卫舰首舰下水；2021年1月29日第二艘054AP下水。[7]2021年8月1号第三艘054AP下水。2021年12月23日第四艘054AP下水。

## 同级护卫舰比较
|          |            | 新型FFM                           | 最上級護衛艦                                | 054A型导弹护卫舰                 | 054B型导弹护卫舰               | 卡洛·伯伽米尼級巡防艦_(2011年)        | 戈爾什科夫海軍元帥級巡防艦            | 31型巡防艦                   |
| -------- | ---------- | --------------------------------- | ------------------------------------------- | -------------------------------- | ------------------------------ | ------------------------------------- | ------------------------------------- | ---------------------------- |
| 船体     | 満載排水量 | 6,200 吨                          | 5,500 吨                                    | 4,100 吨                         | 5,500 吨                       | 6,700 吨                              | 5,400 吨                              | 5,700 吨                     |
| 船体     | 全長       | 142.0 米                          | 133.0 米                                    | 134.1 米                         | 150.0 米                       | 142.0 米                              | 135.0 米                              | 138.7 米                     |
| 船体     | 全宽       | 17.4 米                           | 16.3 米                                     | 16.0 米                          | 16.8 米                        | 19.4 米                               | 16.0 米                               | 未公开                       |
| 动力     | 方式       | CODAG                             | CODAG                                       | CODAD                            | CODAD                          | CODLAG                                | CODAG                                 | CODAD                        |
| 动力     | 功率       | 未知                              | 70,000 匹马力                               | 27,800 匹马力                    | 39,050 匹马力                  | 43,500 匹马力                         | 55,000 匹马力                         | 未公开                       |
| 动力     | 速度       | 30 节                             | 30 节                                       | 27 节                            | 28 节                          | 27 节                                 | 29-30 节                              | 28 节                        |
| 武器装备 | 火炮       | 62倍徑5英寸（Mk 45 mod4）舰炮 × 1 | 62倍徑5英寸（Mk 45 mod4）舰炮 × 1           | 76毫米舰炮 × 1                   | 100毫米舰炮 × 1                | 64倍徑127毫米舰炮 × 1                 | A-192 130mm舰炮 × 1                   | 博福斯57毫米速射炮 × 1       |
| 武器装备 | 火炮       | 62倍徑5英寸（Mk 45 mod4）舰炮 × 1 | 62倍徑5英寸（Mk 45 mod4）舰炮 × 1           | 76毫米舰炮 × 1                   | 100毫米舰炮 × 1                | 奥托梅莱拉76毫米舰炮 × 1              | A-192 130mm舰炮 × 1                   | 博福斯70式40毫米口径机炮 × 1 |
| 武器装备 | 火炮       | 未知                              | 水面舰艇用机枪（遥控型） × 2                | 1130舰炮×2                       | 1130舰炮×1                     | 80倍徑25mm機炮×2                      | 匕首近迫武器系統×2                    | 7.62mm机关枪×8挺             |
| 武器装备 | 导弹       | Mk.41 VLS×32联装                  | Mk.41 VLS×16联装 （07型垂直发射鱼雷掷弹筒） | VLS×32联装 （HQ-16）             | VLS×32联装 （HQ-16FE）         | Sylver垂發×16联装 （阿斯特导弹15/30） | 3K96 VLS×32联装 （9M96E2-1/E、9M110） | VLS×32联装 （MK41）          |
| 武器装备 | 导弹       | SeaRAM 11联装×1                   | SeaRAM 11联装×1                             | VLS×32联装 （HQ-16）             | 24联装红旗-10                  | Sylver垂發×16联装 （阿斯特导弹15/30） | 3K96 VLS×32联装 （9M96E2-1/E、9M110） | VLS×32联装 （MK41）          |
| 武器装备 | 导弹       | 17式反舰导弹 4联装×2              | 17式反舰导弹 4联装×2                        | 鹰击83 4联装×2                   | 鹰击83 4联装×2                 | 奥托玛特（导弹） 4联装×4              | 3S14_UKSK×16联装 （P-800、3M-54）     | Mk.41 VLS （巡航导弹・SSM）  |
| 武器装备 | 水雷       | 324mm3联装魚雷管×2                | 324mm3联装魚雷管×2                          | 3200A型6管反潜火箭深弹发射装置×2 | 3联装7424型324毫米鱼雷发射器×2 | ―                                     | ―                                     | ―                            |
| 艦載機   | 艦載機     | SH-60K×1                          | SH-60K×1                                    | 直-9 / 卡-28×1                   | 直-20F×1                       | NFH90×1                               | 卡-27×1                               | AW159野貓直昇機 / AW101×1    |
| 同型艦数 | 同型艦数   | 12艘预订                          | 6艘/12艘预订 （4艘舾装中、2艘计划中）       | 40艘/50艘预订                    | 2艘/6艘预订                    | 11艘/9艘预订                          | 3艘 / 15艘预订 （5艘建造中）          | 10艘预订 （2艘建造中）       |

1. ↑  反潜型装备了通用型火炮，用一门76毫米火炮和两门62倍徑76毫米单管火炮取代了127毫米火炮。
2. ↑  后来装备到8号船。
3. ↑  通用型设备，Teseo 和 Milas 各两套反潜型设备
4. ↑  日后安装的设备
5. ↑  意大利海军共9艘/3艘預定中艘通用型和反潜型，埃及海军有2艘通用型，印尼海軍訂購6艘。